# ジピコリルアミン
ジピコリルアミン(Dipicolylamine)は、化学式HN(CH2C5H4N)2の有機化合物である。黄色液体で、極性溶媒に可溶である。第二級アミンで、2つのピコリル置換基を持つ。錯体化学において、一般的な三座配位子である。
この化合物は、塩化ピコリルによるピコリニルアミンのアルキル化、ピコリニルアミンの脱アミノ、ピコリニルアミンとピリジン-2-カルボキシアルデヒドの還元的アミノ化等、多くの方法で合成できる。
分離が必要な精製混合物中で、細菌と結合させるために一般的に用いられる。

## 関連化合物
- トリス(2-ピリジルメチル)アミン